# Anthiró (Argithéa, Kardítsa)
Anthiró, en grec moderne : Ανθηρό, est un village du dème d’Argithéa, district régional de Kardítsa, en Thessalie, Grèce.
Selon le recensement de 2011, la population du village compte 167 habitants.